# Alphabet (singel Amandy Lear)
Alphabet – singel Amandy Lear, wydany w 1977 roku.

## Ogólne informacje
Piosenka zawiera fragmenty jednego z preludiów Jana Sebastiana Bacha, stąd często spotykany podtytuł utworu: „Alphabet (Prelude in C by J. S. Bach)”. Utwór wyprodukował Anthony Monn, a tekst napisała Amanda Lear. Piosenka nie zawiera żadnych partii śpiewanych – wszystkie słowa są recytowane przez Amandę. Piosenkarka opowiada w nich, jakie skojarzenia odnośnie do jej własnego życia budzą poszczególne litery alfabetu.
Piosenka jest znana także pod alternatywnym tytułem „My Alphabet”. Została też nagrana w wersji francuskiej jako „Mon alphabet” i włoskiej, „Mio alfabeto”. Singel został wydany tylko w Holandii i nie wszedł na żadne listy przebojów.

## Teledysk
Piosenkarka nagrała teledysk do tej piosenki dla niemieckiego programu Musikladen przy zastosowaniu blue boxu. Wideoklip przedstawia Lear wykonującą utwór na tle pojawiających się kolejno liter alfabetu.

## Lista ścieżek
- 7" single[2]

1. „Alphabet” – 4:00
2. „Queen of Chinatown” – 4:15